# Гершельман, Константин Иванович
Константин Иванович Гершельман (нем. Konstantin Peter Friedrich von Hoerschelmann; 1825—1898) — русский военный деятель, генерал-адъютант (17.04.1876), генерал от инфантерии (14.05.1896), участник русско-турецкой войны 1877—1878 гг.

## Биография
Его отец, юрист Иван Васильевич (Иоганн Вильгельм) (1779—1831) — член, а затем прокурор и вице-президент Юстиц-Коллегии. 
Константин был младшим сыном; старшие: Роман (Роберт Карл Вольдемар, нем. Robert Karl Woldemar; 1815—1887) — генерал-лейтенант; Виктор (Виктор Генрих Эдуард, нем. Viktor Heinrich Eduard; 1817—1877) — инженер-генерал-лейтенант; Владимир (Вольдемар Матиас Эрнст Август Фердинанд, нем. Woldemar Matthias Ernst August Ferdinand; 1821—1887) — военный врач, тайный советник.
Воспитывался в Павловском кадетском корпусе, откуда произведённый 10 августа 1844 года в первый офицерский чин прапорщика и поступил в лейб-гвардии Павловский полк. По окончании Императорской военной академии (по 1-му разряду) в 1848 году был причислен к Генеральному штабу; 11.04.1848 произведён в подпоручики. 
В 1849 году он участвовал в военных действиях против венгров и при форсировании переправы через реку Тису у Токая был контужен ядром в голову; за отличия в Венгерском походе награждён орденами Св. Анны 4-й степени «За храбрость» и Св. Анны 3-й степени с мечами и бантом. С 06.12.1849 — поручик. Занимая различные должности по Генеральному штабу в пределах Петербургского военного округа, он 15 сентября 1864 года был произведён в генерал-майоры и назначен помощником начальника штаба войск этого округа, в 1868 г. зачислен в свиту Его Императорского Величества.
30 августа 1873 года произведён в генерал-лейтенанты, в 1876 году пожалован генерал-адъютантом к Его Императорскому Величеству и назначен начальником 24-й пехотной дивизии, с которой и отправился на европейский театр войны с Турцией. «Эта дивизия, — писал очевидец шипкинской обороны Н. Бороздин, — считалась почти равной гвардии, её командир был близок ко двору и, посылая своих солдат на перевал, он рекомендовал офицерам „не нежить нижних чинов и показать шипкинцам, как должен вести себя настоящий солдат“». В октябре 1877 г. дивизия прибыла на Шипку, а в ноябре начались сильные морозы и снежные ураганы, гибельно отозвавшиеся на дивизии, «щегольски одетой» и «воспитанной на строгой опеке», но обутой и одетой не для зимней кампании в горных условиях Балкан. Потеряв в течение месяца больными и ознобившимися в трёх полках 5425 человек, дивизия, получившая название «замёрзшей», 6 декабря 1877 года была снята с шипкинской позиции. В. И. Немирович-Данченко сообщал: «В убогом соборе в Габрово лежали ряды солдат 24-й дивизии. Это были замерзшие мученики Шипки… Замерзнувшие потому что их жизнь никому не была дорога. Шаркунам, фразерам, карьеристам не было дела до этих сотен наших тружеников».
29 декабря 1877 г. Гершельман был отстранен от должности начальника дивизии и назначен состоять в распоряжении главнокомандующего великого князя Николая Николаевича, а по окончании войны был прикомандирован к войскам гвардии и Петербургского военного округа; в 1894 г. отчислен в свиту Его Императорского Величества, в 1896 г. произведён в генералы от инфантерии. Имел ордена св. Станислава 1-й степени (1867 г.), св. Анны 1-й степени (1870 г.), св. Владимира 2-й степени (1871 г.), Белого Орла с мечами (1878 г.).
Умер 16 (28) ноября 1898 года; похоронен на Никольском кладбище Александро-Невской лавры.

## Семья
Жена: Екатерина Фёдоровна (1831—1908), дочь Ф. Ф. Бегера. У них было 8 детей. Трое сыновей также дослужились до генеральских чинов:
- Сергей Константинович (1854—1910) — генерал от инфантерии, во время русско-японской войны командовал 9-й пехотной дивизией и затем был Московским генерал-губернатором;
- Фёдор Константинович (1853 — не ранее 1927) — генерал от кавалерии, был начальником штаба Варшавского военного округа и известным военным писателем.
- Дмитрий Константинович (1859—1913) — генерал от инфантерии (1913), начальник штаба Отдельного корпуса жандармов (1907—1913).

Было ещё 2 сына: Пётр (1857—?) и Владимир (1880—1934); 3 дочери: Юлия (1855—?), Евгения (1861—1862) и Лидия (1865—1867).